# Leszek Balcerowicz
Leszek Henryk Balcerowicz (Lipno - 19 de janeiro de 1947) é um economista, estadista e professor polonês da Escola de Economia de Varsóvia . Ele atuou como presidente do Banco Nacional da Polônia (2001–2007) e duas vezes como vice-primeiro-ministro da Polônia (1989–1991, 1997–2001). Em 1989, ele se tornou Ministro das Finanças no primeiro governo não comunista de Tadeusz Mazowiecki e liderou as reformas econômicas de livre mercado, proponentes das quais dizem que transformaram a Polônia em uma das economias de crescimento mais rápido da Europa, mas que os críticos dizem ter sido seguido por um grande aumento no desemprego. Em 2007, ele fundou o think-tank Fórum de Desenvolvimento Civil (Fórum Obywatelskiego Rozwoju) e se tornou o presidente de seu conselho.

## Biografia
Em 1970 graduou-se com distinção na faculdade de Comércio Exterior da Escola Central de Planejamento e Estatística de Varsóvia. Balcerowicz recebeu seu MBA pela St. John's University, em Nova York, em 1974 e doutorado pela Central School of Planning and Statistics em 1975.
Foi membro do partido comunista polonês (Partido dos Trabalhadores Polacos) de 1969 até a declaração da lei marcial na Polônia, em 1981. No final da década de 1970, ele participou de uma equipe de assessoria econômica associada ao primeiro-ministro da República Popular da Polônia.. Em 1978-1980 trabalhou no Instituto de Marxismo-Leninismo. Mais tarde, tornou-se um especialista em economia no sindicato independente pró-democracia Solidariedade (NSZZ "Solidarność").
De 1989 a 1991 e também entre 1997 e 2000 foi Vice-Primeiro Ministro e Ministro das Finanças da Polónia. Entre 1995 e 2000 foi presidente da Freedom Union, um partido político centrista de livre mercado. Em 22 de dezembro de 2000, tornou-se presidente do Banco Nacional da Polônia. Ele também foi colunista da Wprost, uma revista de notícias polonesa.
Em 11 de novembro de 2005, o presidente da Polônia, Aleksander Kwaśniewski, condecorou Balcerowicz com a Ordem da Águia Branca por sua "contribuição para a transformação econômica da Polônia". Em 2006 foi eleito membro da Galeria Chwały Polskiej Ekonomii, um hall da fama para "excelentes economistas polacos".
Balcerowicz é membro da Comissão de Empoderamento Legal dos Pobres, uma iniciativa independente organizada pelo PNUD e a primeira iniciativa global a focar especificamente na ligação entre exclusão, pobreza e lei. Ele também é membro do influente órgão consultivo financeiro com sede em Washington, o Grupo dos Trinta, e é membro do conselho do renomado think-tank de Washington, DC, o Peterson Institute. Parceiro do Collegium Invisibile.
Desde 11 de junho de 2008, Balcerowicz é membro do conselho do Bruegel, o think tank de economia internacional com sede em Bruxelas.
Desde 2007, ele lidera o Fórum de Desenvolvimento Civil (Fórum Obywatelskiego Rozwoju), um think-tank com a missão de "aumentar o apoio ativo da sociedade para uma ampla gama de liberdades individuais (especialmente a liberdade econômica) e - o que vem com isso – para fortalecer o Estado de Direito no país".
Em 2016 foi nomeado representante do Presidente ucraniano no Gabinete de Ministros.

## Plano Balcerowicz
O Plano Balcerowicz foi uma série de reformas, que trouxe o fim da hiperinflação, desmantelou estruturas econômicas ineficientes e equilibrou o orçamento nacional. Os preços da maioria dos bens de consumo foram liberados e os tetos para aumentos anuais foram estabelecidos nos salários dos funcionários do setor estatal. A moeda da Polônia, o złoty, tornou-se conversível dentro das fronteiras do país. Isso resultou em um aumento substancial nos preços e obrigou as empresas estatais, tornando-as economicamente competitivas. Isso representou um choque de dois anos para a economia polonesa. Entre outras ações incluídas no plano estava a negociação de uma redução significativa (aproximadamente 50%) das dívidas herdadas da República Popular da Polônia.
A severidade das reformas foi inicialmente controversa e fez de Balcerowicz um objeto de críticas por parte de alguns políticos na Polônia. Por outro lado, muitos economistas e especialistas como Krzysztof Sobczak, Jeffrey Sachs e Jacek Rostowski concordam que sem introduzir mudanças tão radicais, o sucesso econômico da Polônia e o crescimento econômico estável não teriam sido possíveis. Desde 1991, a taxa de crescimento anual da Polônia foi uma das mais altas de todas as economias pós-comunistas, enquanto o país experimentou um crescimento ininterrupto por mais de 28 anos – o mais longo do mundo, junto com a Austrália. Em 1998, ele foi premiado com o Euromoney Finance Minister of the Year Award por suas realizações como ministro das Finanças.

## Crítica
O alto desemprego permaneceu um problema por cerca de duas décadas após a implementação das reformas, deixando certas regiões atingidas pela pobreza com desemprego estrutural. Reduzir a falta de lucratividade das empresas estatais exigiu demissões significativas. Apesar de mais de 2 milhões de polacos terem emigrado da Polónia desde a sua entrada na UE, até à década de 2010, o nível de desemprego manteve-se nos 13%. O político populista Andrzej Lepper, o líder do partido populista Autodefesa ( Samoobrona ), criou o slogan: "Balcerowicz deve ir" (Balcerowicz musi odejść), ecoando o descontentamento sentido por alguns poloneses com o plano de Balcerowicz. No entanto, desde 2013, a taxa de desemprego não ultrapassou 10% e em 2019 atingiu o mínimo recorde de 3,8%.

## Os BELLS
Durante a crise da zona do euro, Balcerowicz tem sido um defensor declarado da disciplina fiscal e tem sido frequentemente apelidado de anti-Bernanke por seu desprezo pelo estímulo fiscal distorcido. Em vários artigos, ele desenvolveu uma comparação entre os PIGS fiscalmente perdulários ( Portugal, Itália, Grécia e Espanha ) e os BELLs disciplinados fiscalmente ( Bulgária, Estônia, Letônia e Lituânia ). Uma política fiscal responsável traz melhores resultados de crescimento, afirma Leszek Balcerowicz. Ele tem muitos seguidores entre os economistas do Leste Europeu, principalmente Simeon Djankov, vice-primeiro-ministro e ministro das Finanças da Bulgária entre 2009 e 2013.

## Vida pessoal
Balcerowicz foi um atleta competitivo em sua juventude. Em 1966, ele se tornou o campeão juvenil da Polônia em cross country na distância de 1.500 metros. Desde 1977, ele é casado com Ewa Balcerowicz, uma economista. Ele tem três filhos.